# آندره گروبتی
آندره گروبتی (انگلیسی: André Grobéty; ۲۲ ژوئن ۱۹۳۳ – ۲۰ ژوئیهٔ ۲۰۱۳) بازیکن فوتبال اهل سوئیس بود.
از باشگاه‌هایی که در آن بازی کرده‌است می‌توان به باشگاه فوتبال لوزان-اسپورت و باشگاه فوتبال سروت ۱۸۹۰ اشاره کرد. وی همچنین در تیم ملی فوتبال سوئیس بازی کرده‌است.